# Vanessa Burggraf
Pour les articles homonymes, voir Burggraf.
Vanessa Burggraf, née le 31 décembre 1971 à Mulhouse (Haut-Rhin), est une journaliste et présentatrice de télévision française. Depuis le 8 juin 2021, elle est directrice de la chaîne d'information internationale France 24.

## Biographie

### Famille, formation et débuts
Vanessa Burggraf est issue d'une famille de trois enfants avec un frère, Steve Burggraf, cofondateur de la chaîne de restauration Big Fernand et une sœur qui travaille dans la finance.
Elle a un DEA de lettres et un DESS de communication politique et sociale portant sur « l'émergence des contestations au sein du Rassemblement pour la République (RPR) » obtenu en 1996.
Elle commence sa carrière comme stagiaire dans l'émission Thé ou Café de Catherine Ceylac.

### Carrière
Après un passage sur Bloomberg TV à Londres, où elle présente des journaux télévisés sur l'actualité économique, Vanessa Burggraf revient à Paris où elle intègre en 2001 la rédaction de TV5 Monde où elle présente les journaux d'actualité internationale.

#### France 24
En 2006, elle participe au lancement de la chaîne d'information internationale France 24 où elle présente les journaux Paris Direct ainsi qu'une émission consacrée à l'actualité africaine Une semaine en Afrique. 
De 2012 à 2016, elle anime l'émission phare de France 24 Le Débat, émission de discussions consacrée à l'actualité internationale.

#### France 2
En 2016, elle remplace Léa Salamé comme chroniqueuse dans l'émission On n'est pas couché sur France 2 à partir du 27 août. Fin mars 2017, la presse suggère qu'elle pourrait être remplacée à la fin de la saison,, du fait de mauvaises audiences et de polémiques,,,, mais Laurent Ruquier annonce une nouvelle saison en duo avec Yann Moix. Elle quitte finalement l'émission pour retourner sur France 24 en tant que directrice de la rédaction francophone,. Son poste de chroniqueuse à ONPC est repris par Christine Angot.

#### Retour comme dirigeante sur France 24
Le 6 juillet 2017, Vanessa Burggraf est nommée directrice de la chaîne française.
Le 8 juin 2021, elle est nommée directrice des quatre antennes de France 24 (chaînes en français, anglais, arabe, espagnol) en remplacement de Marc Saikali (en).

### Vie privée
Vanessa Burggraf a deux filles.

## Polémiques
Le 25 février 2017, à l'occasion de la présentation du film Monsieur et Madame Adelman de Nicolas Bedos dans l'émission On n'est pas couché, Vanessa Burggraf s'interroge lors d'un échange avec Bedos sur le personnage de l'enfant : « Il est autiste [...] ! Non […] ? Il n'est pas très en forme, il n'est vraiment pas en forme ; parce que vous ne voulez pas dire qu'il a un problème […]. Il a un problème, il est très con, vous-même [Bedos] vous le dites. », ce qui déclenche des réactions outrées de parents d'autistes,,.
Dans cette émission, la chroniqueuse est prise d'un fou rire à la suite d'un lapsus face à Philippe Poutou, candidat à l’élection présidentielle représentant le Nouveau Parti anticapitaliste (NPA), parlant des licenciements chez les ouvriers. La scène est jugée méprisante par de nombreux internautes et commentateurs,. Le 28 mars 2017, invitée à l'émission Quotidien présentée par Yann Barthès, la journaliste revient sur la polémique, évoque des « maladresses » et présente ses excuses, ajoutant qu'elle a « mal vécu » les critiques formulées à son encontre.
Dans l'émission du 20 mai 2017, la chroniqueuse attaque l'ancienne ministre de l’Éducation nationale, de l'Enseignement supérieur et de la Recherche, Najat Vallaud-Belkacem, sur sa prétendue « réforme de l'orthographe », alors que celle-ci date de 1990.
Elle multiplie alors les approximations et les fausses informations lors de cette confrontation, se faisant le relais de ce que ses détracteurs qualifient par la suite de « fake news » (infox en français),. Le quotidien Libération rappelle que l'ex-ministre avait pris le temps de démentir ces fausses informations dans le livre pour lequel la chaîne de télévision l'avait invitée. Sur son site, la chaîne LCI récapitule et dément ces rumeurs, affirmant « qu'elles émanent d'approximations, de malveillances de la fachosphère ou de pures inventions, qu'elles concernent sa vie privée, ses origines, ou son activité de ministre ».
Dans l'émission du 3 juin 2017, la journaliste accuse à tort Ségolène Royal d'avoir salarié un de ses enfants lorsqu'elle était candidate à l'élection présidentielle de 2007 ; l’ancienne ministre de l’Environnement lui rétorque que son fils « a fait ça bénévolement »,,.